# Annemarie Brodhagen
Annemarie Brodhagen (* 7. November 1934 in Berlin) ist eine ehemalige Ansagerin und Moderatorin des DDR-Fernsehens.

## Leben
Brodhagen wurde anfangs durch die Kindersendung Unser Sandmännchen des Deutschen Fernsehfunks bekannt. In dessen Abendgruß agierte sie von Ende der 1950er-Jahre bis Ende der 1970er-Jahre in den Folgen von Annemarie und Brummel im Duo mit einer Teddybären-Handpuppe (Brummelchen, geführt und gesprochen von Heinz Schröder). Gemeinsam mit Heinrich Dathe, dem Direktor des Berliner Tierparks, moderierte sie die ab 1959 ausgestrahlte Fernsehsendung Zu Besuch bei Prof. Dr. Dr. Dathe; 1973 entstand daraus der monatlich gesendete Tierparkteletreff. In den Jahren 1965, 1966 und 1969 wurde sie in ihrem Genre zum Fernsehliebling gewählt. Brodhagen wurde Ausbilderin nachkommender „Programmsprecher“. Am 3. Oktober 2007 erreichte sie in der MDR-Sendung Die Wahl zur beliebtesten Fernsehansagerin Deutschlands unter 100 Ansagern den 8. Platz.
Weiterhin spielte sie in den Filmen Mit mir nicht, Madam! (1968), Brot und Rosen (1967), Heroin (1967/1968) und Der Fremde (1961).
Ihre Schwester Erika Radtke und deren Tochter Cathrin Böhme sind ebenfalls durch viele Fernsehauftritte bekannt geworden.